# Cacomantis aeruginosus
Cuco-das-molucas ou cuco-do-mato-das-molucas (Cacomantis aeruginosus) é uma espécie de ave da família Cuculidae.
É endémica da Indonésia.
Os seus habitats naturais são: florestas subtropicais ou tropicais húmidas de baixa altitude e regiões subtropicais ou tropicais húmidas de alta altitude.
Está ameaçada por perda de habitat.